# Nicèfor Diògenes
Nicèfor Diògenes, en grec medieval Νικηφόρος Διογένης, va ser un príncep de l'Imperi Romà d'Orient, fill de l'emperador Romà IV Diògenes i d'Eudòxia Macrembolitissa. Era porfirogènit, nascut cap al 1068 i germanastre de l'emperador Miquel VII Ducas.

## Biografia
El seu pare Romà IV va morir cap al 1071, després de la batalla de Mantziciert, on l'emperador va ser empresonat i cegat per Miquel VII. Nicèfor es va exiliar amb la seva mare i el seu germà petit Lleó Diògenes a un monestir del Bòsfor. Van tornar a Constantinoble el 1078 quan va pujar al tron Nicèfor III. L'any 1081, quan Aleix I Comnè es va convertir en emperador, va cridar al seu costat Nicèfor i Lleó i els va criar «com si fossin els seus propis fills», segons diu Anna Comnena en l'Alexíada. És probable que Aleix volgués controlar els que, pel seu origen, podien arribar a ser un dia pretendents al tron. Els dos germans anaven sovint al costat del basileu durant les seves campanyes. Nicèfor sembla que tenia una gran popularitat i ascendència sobre una part de l'exèrcit. Se'l descriu com a alegre, intel·ligent i valent en el combat. Era alt, ros, hàbil en molts jocs i esports, cosa que també el feia popular entre la població.
Com a tàctic era bastant mediocre. L'octubre de 1081, la vigília de la batalla de Dirràquion, només tenia 12 o 13 anys, però va participar amb el seu germà en el consell convocat per l'emperador, defensant, contra el parer dels oficials més experimentats, un atac immediat als normands. Aleix curiosament, va seguir aquell consell que va resultar desastrós. Més endavant, es va reproduir una situació idèntica a Silistra l'agost de 1087 contra els petxenegs on el resultat va ser similar. Durant aquesta batalla, Nicèfor va lluitar amb valentia, i només es va salvar per la intervenció personal d'Aleix. El seu germà petit, Lleó, va morir en el combat.
Aleix, l'any 1085, va confiar a Nicèfor el mandat sobre Creta, cosa que li permetia nomenar els governadors i rebre els ingressos dels impostos. És probable que no visités mai aquella província perquè constantment era al costat de l'emperador. La revolta del governador de Creta, Karikés, l'any 1091 el va posar en un compromis, ja que es va plantejar la responsabilitat i la implicació de Nicèfor en la revolta, perquè era ell qui va nomenar aquest responsable al capdavant de l'illa. En qualsevol cas, segons Anna Comnena, sembla que a partir de la mort del seu germà Lleó el 1087, de qui la historiadora diu que era molt fidel a Aleix, Nicèfor no va parar de tramar alguna conspiració contra l'emperador. Nicèfor en aquell moment era al capdavant d'una família relacionada amb els Ducas i amb els Comnens. Tenia el suport de molts senadors i de Miquel Taronita, marit de Maria, la germana d'Aleix I Comnè.
A principis de juny de 1094, l'exèrcit imperial va acampar a pocs quilòmetres de Constantinoble i Nicèfor va instal·lar la seva tenda prop de la tenda imperial sense respectar la distància habitual. Aquest comportament va intrigar els parents d'Aleix i en particular, al seu assistent Manuel Filokalés, que va vigilar el comportament de Nicèfor. Nicèfor va intentar, quan l'emperador i la seva esposa dormien, d'entrar a la tenda armat amb un punyal, però el van sorprendre i va abandonar l'intent. Aleix uns dies més tard, va anar a la propietat de Constantí Ducas, el nebot de Nicèfor i fill de Maria. Nicèfor va intentar una altra vegada assassinar l'emperador, però va ser interceptat pel fidel general Tatici. Va aconseguir fugir, però, atrapat, el van torturar per conèixer l'abast de la traïció i després li van treure els ulls i es va exiliar a les seves possessions.
Després de la seva detenció, havia revelat que l'emperadriu Maria coneixia la conspiració, però ella havia demanat que no es matés a Aleix, sinó només que se'l derroqués. També es va saber que Nicèfor Diògenes tenia molts companys en la conspiració. Aleix va creure que matar-los a tots seria perillós, ja que temia que les seves tropes es revoltessin si donava aquesta ordre. En lloc d'això, va fer circular el rumor que Nicèfor Diògenes havia estat cegat, per fer por als seus companys de conspiració, i per indicar que un mutilat no podia ser ja emperador. El pla li va sortir bé, però el rumor es va estendre tant que els homes d'Aleix estaven convençuts que sense el permís de l'emperador, s'havia cegat Diògenes ja que Aleix l'apreciava molt. Nicèfor Diògenes poder seguir vivint sota la protecció d'Aleix. Estudiava història i altres ciències, fent que els seus servents li llegissin els llibres en veu alta.